# مطار بوسو
مطار بوسو (بالفرنسية: Aérodrome de Bousso)‏ (إياتا: OUT، إيكاو: FTTS) هو مطار للاستخدام العام يقع بالقرب من Bousso ، إقليم شاري باقرمي في تشاد.

## روابط خارجية
- سجل مطار بوسو في Landings.com